# Patrick Senn
Patrick Senn (* 30. September 1969 in St. Gallen) ist ein Schweizer Radio- und TV-Moderator.
Senn bestand 1988 an der Katholischen Kantonssekundarschule St. Gallen
 die Matura Typus E. Von 1989 bis 1991 absolvierte er das Grundstudium Wirtschafts- und Sozialwissenschaften der Universität St. Gallen, von 1994 bis 1999 studierte er Publizistik, Politologie und Wirtschaftsinformatik an der Universität Zürich, jedoch ohne Abschluss, um später ein Rechtsstudium erfolgreich abzuschliessen.
Ab 1987 war Senn journalistisch tätig, zunächst beim Radio Wil. Von Oktober 1988 bis Januar 2000 wirkte er beim Schweizer Radio DRS 1 (heute: SRF1) als Redaktor und Moderator, am Schluss als stellvertretender Moderationsleiter. Er hat sich in dieser Zeit einen Namen als hartnäckiger Interviewer gemacht. Zu seinen Gästen zählten u. a. Michael Schumacher, Lothar Späth, Christoph Blocher, Jean Ziegler, Roger Schawinski und Sigi Feigel. Von Februar 2000 bis Mai 2003 war Senn Chefredaktor von Tele Ostschweiz. Von August 2003 bis April 2004 arbeitete er als Wirtschaftsredaktor beim SonntagsBlick. Seit 2004 unterstützt er Führungskräfte bei ihren persönlichen Auftritten. Senn ist Mitautor des «Praxishandbuch Krisenmanagement» und doziert an verschiedenen Bildungsinstituten zum Thema Krisenkommunikation und Medien.
Senn lebt in Zürich.